# Мусульманський квартал (Єрусалим)
31°46′51″ пн. ш. 35°13′57″ сх. д. / 31.78083333° пн. ш. 35.2325° сх. д.
Мусульманський квартал (араб. حَـارَة الـمُـسْـلِـمِـيْـن Ḥāraṫ al-Muslimīn ; івр. הרובע המוסלמי Ha-Rovah ha-Muslemi) — один із чотирьох (разом із єврейським, християнським та вірменським) збережених історичних кварталів оточеного мурами Старого міста в Єрусалимі.

## Опис
Квартал займає 31 гектар у північно-східній частині Старого міста і є найбільшим по розміру і найбільш густонаселеним із чотирьох його кварталів. Квартал обмежений Левовими воротами на сході, північною опорною стіною Храмової гори на півдні і дорогою Дамаські ворота — Стіна плачу на заході. Безпосередньо в квартал ведуть Дамаські (Шхемські) ворота, Левові ворота і Ворота Ірода. В цьому кварталі бере свій початок Віа Долороза.
Населення мусульманського кварталу в 2005 році складало 22 тис. осіб.

## Історія

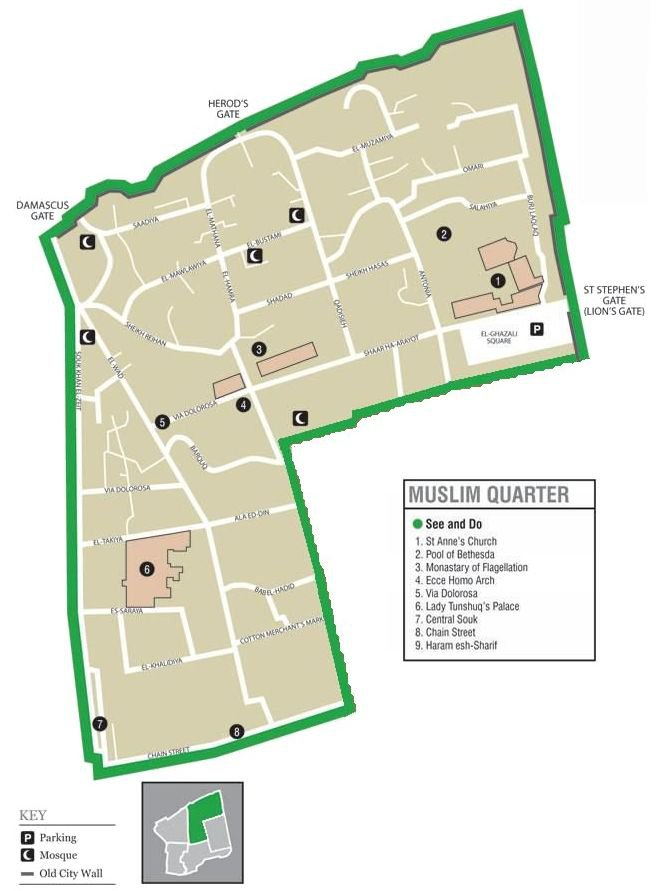
Карта мусульманського кварталу

До заворушень у Палестині 1929 року, Мусульманський квартал мав змішане населення з євреїв, мусульман і християн . Зараз у мусульманському кварталі, крім більш ніж 20-тисячного мусульманського населення, проживає близько 60 єврейських родин і невелика кількість християн. В кварталі є декілька єшив.
У 2007 році ізраїльський уряд почав фінансувати будівництво Квіткових воріт, першого єврейського поселення в Мусульманському кварталі з 1967 року. У ньому буде 20 квартир і синагога. За даними Палестинського академічного товариства з вивчення міжнародних відносин, Ізраїль встановив до 500 камер відеоспостереження в трьох неєврейських кварталах (мусульманському, християнському та вірменському) міста.

## Визначні пам'ятки

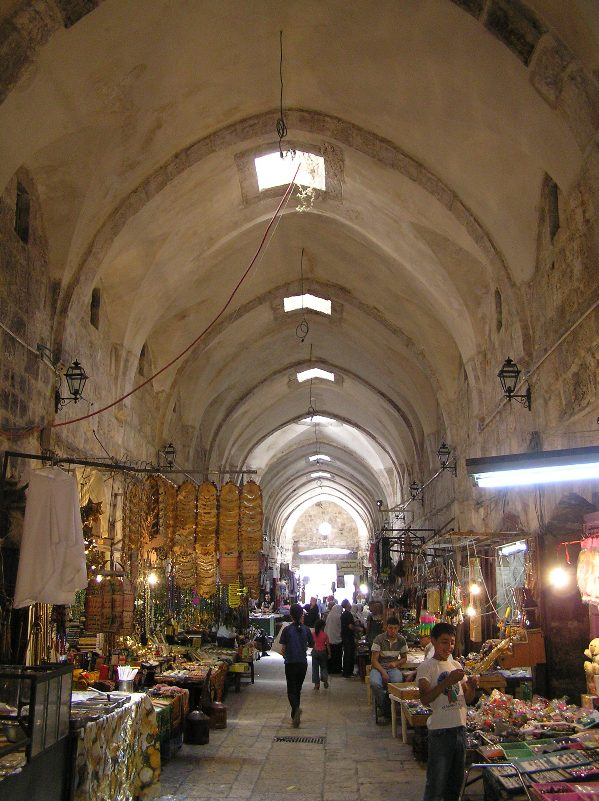
Бавовняний ринок, реконструйований у 1336 році мамлюкским правителем Еміром Танкізом, губернатором Дамаска

### Мусульманські
Крім кількох мечетей, основні місця мусульманського поклоніння, Купол Скелі та мечеть Аль-Акса, знаходяться на Храмовій горі (еспланада мечетей), поза межами традиційних кордонів Мусульманського кварталу.

### Християнські
У кварталі є багато памяток римського доби та доби хрестоносців. В ньому знаходяться перші сім станцій Віа Долороза (Хресної дороги), яка бере свій початок в цьому районі і перетинає його: Церква засудження і накладення Хреста, Церква бичування, Базиліка Ecce Homo тощо.
Біля Левових воріт знаходиться базиліка Святої Анни (на місці будинку Анни та Йоакима, батьків Діви Марії), яка є територією, що належить французькій державі і розташована в самому серці Старого міста Єрусалиму.
В кварталі також знаходиться басейн Бетезда (який більше не містить води).

### Єврейські

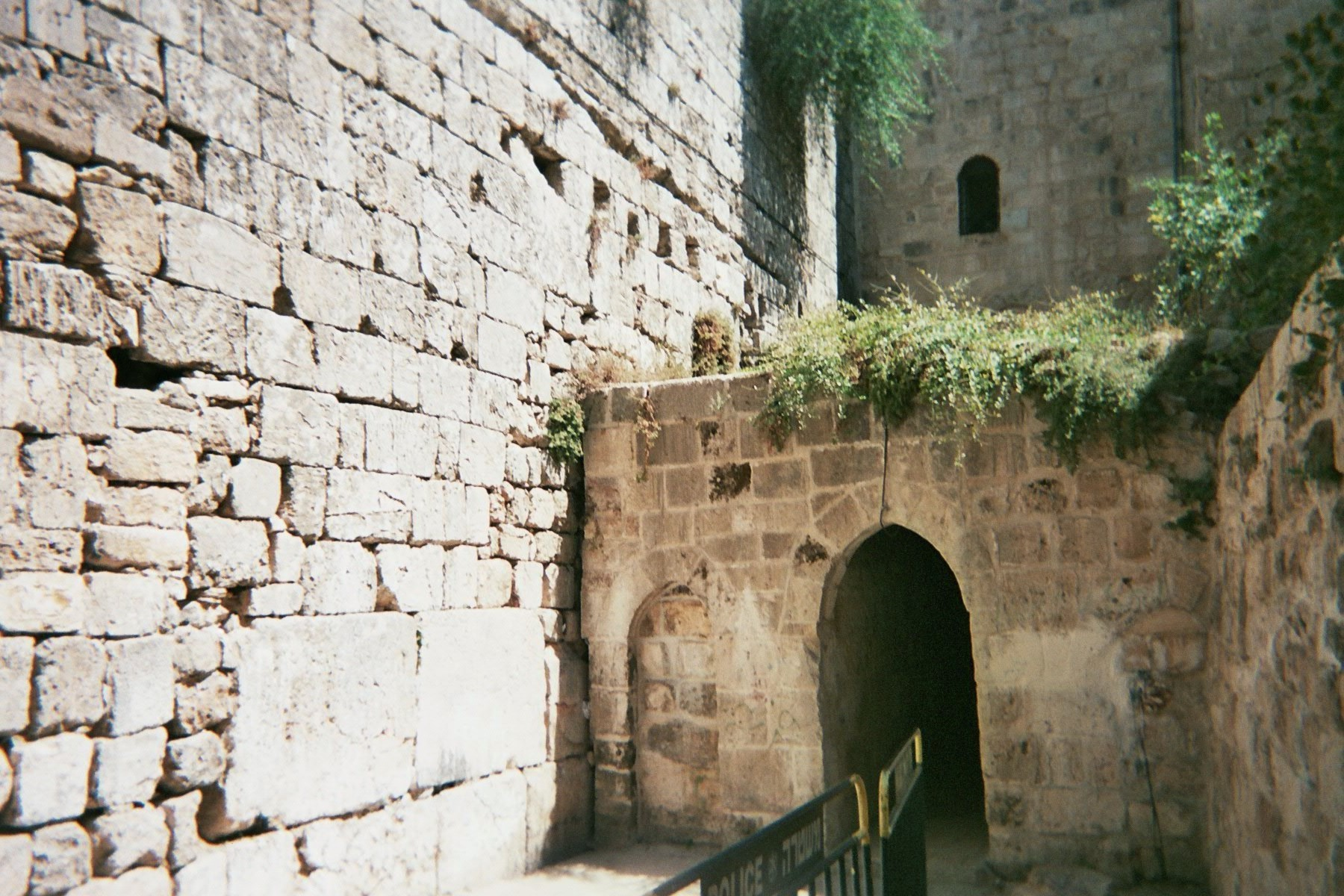
Котел Катан або Мала Стіну Плачу

Єврейські визначні пам'ятки включають Котел Катан або Малу Стіну Плачу та Тунель Стіни Плачу, який проходять під околицями вздовж Стіни Плачу. Під мусульманським кварталом також знаходяться «Печери Седекії», також відомі як «Соломонові каменоломні», вхід до яких знаходиться біля Дамаських воріт.
В кварталі також є кілька єшив (Атерет Коханім, Хазон Єчезкель тощо).